# Onitis crenatus
Onitis crenatus är en skalbaggsart som beskrevs av Louis Jérôme Reiche 1847. Onitis crenatus ingår i släktet Onitis och familjen bladhorningar. Inga underarter finns listade i Catalogue of Life.